# 漫步者
深圳市漫步者科技股份有限公司（以漫步者 Edifier為品牌），是总部设於中国深圳的音频设备公司。漫步者股份公司现有四家全资子公司（北京爱德发科技有限公司、北京漫步者科技有限公司、东莞市漫步者科技有限公司、海外的爱德发国际有限公司）以及一家控股公司（加拿大爱德发企业），并在东莞和北京设有生产基地，员工近3000人，年产多媒体音箱近800万套。此品牌主要以信噪比（S/N Ratio）不小於85dB而為用戶喜愛而聞名。

## 历史
公司于1996年在北京市创立，2001年在深圳市开设工厂，2007年改制为股份公司，同年东莞市工厂建设。
2010年2月5日，於深圳證券交易所A股创业板上市，股票代码002351。
2012年，全资收购日本量产静电耳机企业STAX。

## 产品线

### 音响
- A 系列 （页面存档备份，存于）:高端（监听音响）
- R 系列：主流
- S 系列（2.0）：高端
- e 系列：移动媒体
- M 系列：主流 (小型)
- MP 系列：移动
- 管放大器系列：高端（在美国不被允许）
- C 系列：主流（外部放大器）（在美国不被允许）
- X 系列：面向主流（在美国不被允许）
- iF 系列：iPod 配件（在美国不被允许）

### 耳机
- H 系列：高端
- M 系列：主流
- K 系列：耳机
- 耳机放大器

### 迷你影院
- DA系列：主流
- S 系列（5.1）：高端
  - S5.1 桌面
  - S5.1m 桌面